# Callimetopus principalis
Callimetopus principalis är en skalbaggsart som först beskrevs av Heller 1924.  Callimetopus principalis ingår i släktet Callimetopus och familjen långhorningar.
Artens utbredningsområde är Filippinerna. Inga underarter finns listade.